# Albert Reuter
Albert Reuter (* 21. April 1926 in Dainbach; † 16. Oktober 2012) war ein deutscher Politiker (CDU).

## Leben
Nach dem Besuch der Volksschule und einer 1941 bis 1943 absolvierten Verwaltungslehre im Arbeitsamt in Bad Mergentheim folgten in Reuters Lebenslauf 1943 bis 1945 Reichsarbeitsdienst, Kriegsmarine und Kriegsgefangenschaft. Anschließend war er bis 1947 bei den Arbeitsämtern in Bad Mergentheim und Öhringen tätig, anschließend lernte er das Handwerk des Schuh- und Schäftemachers, bestand 1950 die Gesellen- und 1952 die Meisterprüfung, außerdem eine Zusatzprüfung als Orthopädie-Schuhmachermeister. 1956 übernahm er den väterlichen Schuhmacherbetrieb in Bad Mergentheim, dessen Mitinhaber er seit 1952 gewesen war.
Er war Mitarbeiter in der Selbstverwaltung des Handwerks, Obermeister der Schuhmacher-Innung Main-Tauber, Kreishandwerksmeister bei der Kreishandwerkschaft Main-Tauber und dort später Ehrenkreishandwerksmeister sowie Mitglied der Vollversammlung und Mitglied des Vorstands der Handelskammer.
Seit 1949 gehörte Reuter der CDU an. Er war 37 Jahre lang, von 1962 bis 1999, Mitglied des Gemeinderats von Bad Mergentheim. Von 1972 bis 1992 gehörte er dem Landtag von Baden-Württemberg an. Zunächst wurde er im Wahlkreis Öhringen direkt gewählt, von 1976 an vertrat er den Landtagswahlkreis Main-Tauber. Im Landtag gehörte er dem Wirtschaftsausschuss und dem Sozialausschuss an.
Reuter war katholischer Konfession und verheiratet, aus seiner Ehe gingen zwei Kinder hervor.

## Ehrungen
- 1978: Verdienstkreuz am Bande der Bundesrepublik Deutschland[2]
- 1985: Verdienstkreuz 1. Klasse der Bundesrepublik Deutschland
- 1994: Verdienstmedaille des Landes Baden-Württemberg[3]
- Ehrenring der Handwerkskammer Heilbronn-Franken
- 2007: Ehrenbürger von Bad Mergentheim